# Терентьев, Василий Григорьевич
Василий Григорьевич Терентьев (3 марта 1899 года, станица Ардон, Терская область — 26 января 1957 года, Москва) — советский военный деятель, генерал-лейтенант (2 ноября 1944 года).

## Начальная биография
Василий Григорьевич Терентьев родился 3 марта 1899 года в станице Ардон (с 1964 года — город) ныне Северной Осетии — Алании.

## Военная служба

### Первая мировая и гражданская войны
В феврале 1915 года призван в ряды Русской императорской армии и направлен рядовым в Карсский крепостной военный телеграф, затем служил в 5-м Кавказской пограничном полку, в составе которого принимал участие в боевых действиях на Кавказском фронте. Получив ранение, лечился в военном госпитале в Тифлисе. После выздоровления с мая 1917 года служил в составе 268-го пехотного запасного полка, дислоцированного в городе Эривань. В том же месяце был демобилизован из рядов армии в чине младшего унтер-офицера.
В декабре 1917 года Терентьев вступил бойцом в Минераловодский красногвардейский отряд, в составе которого вскоре был назначен на должность командира взвода конных разведчиков. Принимал участие в боевых действиях по подавлению антисоветского мятежа под руководством генералов А. М. Каледина и М. П. Богаевского на территории Донской области.
В апреле 1918 года призван в ряды РККА, после чего принимал участие в боевых действиях на Южном фронте (с октября того же года — в составе 11-й армии) против Терских казаков, а также войск под командованием генералов А. Г. Шкуро, К. К. Мамонтова и А. П. Деникина. Служил на должностях командира кабардинского кавалерийского дивизиона Святокрестовской кавалерийской дивизии, командира отдельного эскадрона Минераловодского отряда 11-й армии.
В октябре 1918 года Терентьев назначен на должность командира 11-го кавалерийского полка, в декабре — на должность командира взвода 37-го кавалерийского полка (7-я кавалерийская дивизия), а в сентябре 1919 года — командир дивизиона 1-го Таманского кавалерийского полка. В том же году окончил 5-ю Орловскую школу, а также вступил в ряды РКП(б).
С июня 1920 года в составе 11-й армии служил на должностях командира 1-й отдельной Таманской кавалерийской бригады, командира 6-го кавалерийского полка (1-я Кавказская кавалерийская дивизия) и 30-го кавалерийского полка (5-я Кубанская кавалерийская дивизия), а с января 1921 года — на должности командира 3-й кавалерийской бригады . Принимал участие в боевых действиях против войск под командованием генерала П. Н. Врангеля и Н. И. Махно на Украине.
Приказом РВСР № 116: 1922 года за отличия в боях Василий Григорьевич Терентьев награждён орденом Красного Знамени и именным оружием с надписью «За доблесть», которое в настоящее время экспонируется в Музее краеведения Северной Осетии.

### Межвоенное время
В марте 1921 года направлен на учёбу в Высшей кавалерийской школе РККА в Ленинграде, после окончания которой в октябре 1923 года направлен в 7-ю Самарскую кавалерийскую дивизию, где служил вместе с Г. К. Жуковым. Последовательно назначался на должности командира эскадрона 38-го кавалерийского полка, помощника начальника и начальника штаба 37-го кавалерийского полка, командира дивизиона 1-го кавалерийского полка. В октябре 1926 года назначен на должность командира и политрука кавалерийского эскадрона 2-й Белорусской стрелковой Краснознамённая дивизии имени М. В. Фрунзе.
В сентябре 1929 года Терентьев направлен на учёбу на Восточный факультет Военной академии имени М. В. Фрунзе, после окончания которого в апреле 1933 года назначен на должность командира-руководителя Курсов усовершенствования начальствующего состава по разведке при Разведывательном управлении Генерального штаба РККА, в сентябре 1934 года — на должность начальника отделения 5-го отдела Разведывательного управления Генерального штаба РККА, а в марте 1936 года — на должность начальник и комиссар КУНС по разведке и курсов военных переводчиков при Разведывательном управлении Генерального штаба РККА.
С сентября 1938 года исполнял должность командира 3-й кавалерийской дивизии в составе 2-го кавалерийского корпуса (Киевский военный округ), в феврале 1939 года — на должность командира 5-й кавалерийской дивизии (2-й кавалерийский корпус, Киевский военный округ), а в сентябре — на должность преподавателя общей тактики в Военной академии имени М. В. Фрунзе. В декабре того же года направлен на учёбу в Академии Генштаба РККА, которую окончил в 1941 году.

### Великая Отечественная война
В июле 1941 года В. Г. Терентьев был назначен на должность командира 12-й стрелковой дивизии (Московский военный округ), затем в том же месяце — на должность командира 307-й стрелковой дивизии, которая вела боевые действия на восточном берегу реки Десна южнее Брянска. В сентябре дивизия попала в окружение. В докладной записке от 25 ноября 1941 года, составленной В. Г. Терентьевым на имя начальника Главного управления кадров НКО СССР, говорил о боевых действиях дивизии:

В конце сентября при отходе частей 13-й армии на р. Десна я с вверенной мне 307 сд находился в окружении в районе Витемля, Муравьи, Сагутьево. В это время переправы через р. Десна были взорваны отходящими нашими частями, а противник уже занимал восточный берег реки. Из окружения я пробивался на Муравьи и в этом же районе переправлял дивизию. Так как переправ через Десну не было и своими силами построить таковые не представлялось никакой возможности — дивизию я переправлял на примитивных плотиках, уничтожив материальную часть (7 орудий, 4 легковые и 22 грузовые машины, около 90 повозок). За потерю материальной части суток через семь — восемь от должности командира дивизии был отстранён.

После выхода из окружения с сентября Терентьев находился в распоряжении Военного совета Брянского фронта, а с ноября года — в распоряжении Главного управления кадров НКО СССР.
В декабре 1941 года был назначен начальником отдела боевой подготовки штаба 20-й армии, вновь сформированной по приказу И. В. Сталина 30 ноября 1941 года, командование которой принял генерал-майор А. А. Власов.
В марте 1942 года назначен на должность командира 108-й стрелковой дивизии 5-й армии, которая в ходе Ржевско-Вяземской наступательной операции принимала участие в боевых действиях в районе Гжатска.
С июля 1942 года — исполнял должность начальника штаба 16-й армии.

Василий Григорьевич Терентьев до прихода в 16-ю командовал последовательно несколькими стрелковыми дивизиями на Западном и Брянском фронтах, в самом начале сорок третьего ушёл от нас на туже должность в 326-ю дивизию, в конце войны стал командиром 70-го стрелкового корпуса. Генерал Терентьев по складу своего характера и опыту работы не был штабным работником. Он был, скорее, очень хорошим моим заместителем по командной части, охотно и часто выезжал в войска.— Баграмян И. Х. Так шли мы к победе. — М.: Воениздат, 1977. — С. 146—147.
В феврале 1943 года назначен на должность командира 326-й стрелковой дивизии, которая вела боевые действия на Жиздринском направлении, а затем — в ходе Курской битвы северо-восточнее города Людиново.
В августе 1943 года назначен на должность командира 70-го стрелкового корпуса, который вскоре принимал участие в Смоленской наступательной операции, в период с января по апрель 1944 года — в оборонительных действиях на реке Проня. С мая 1944 года корпус участвовал в ходе Белорусской, Восточно-Прусской, Восточно-Померанской и Берлинской наступательных операций, а также в освобождении городов Могилёв, Таргово (Теервиш), Черск, Берент, Картхауз, Данциг, Шведт, Ангермюнде, Темплин, Фюрстенберг и Гранзе.
Командующий 49-й армией генерал-лейтенант И. Т. Гришин, аттестуя В. Г. Терентьева в конце войны, писал:

Корпус под командованием тов. Терентьева успешно выполнил поставленные перед ним задачи по прорыву сильной укреплённой полосы обороны немцев на реке Проня. Стремительным наступлением корпус успешно форсировал реку Днепр и овладел городом Могилёв. 70 ск успешно прорвал оборону немцев на реке Свислочь, овладел важным узлом обороны немцев м. Кузница и в последующих операциях корпус занимал ведущую роль в армии. В оперативно-тактическом отношении тов. Терентьев подготовлен достаточно. Имеет достаточный опыт как в подготовке войск, так и в самой операции. Культурный, выдержанный генерал.
Генерал-лейтенант В. Г. Терентьев 15 раз был упомянут в благодарственных приказах Верховного Главнокомандующего.

### Послевоенная карьера
В июне 1945 года Терентьев был назначен на должность для особых поручений при Главнокомандующем Группой советских оккупационных войск в Германии, в мае 1946 года — для особых поручений при Главнокомандующем сухопутными войсками Маршале Советского Союза Жукове Г. К., а в сентябре того же года — на должность начальника курса основного факультета Военной академии имени М. В. Фрунзе.
1 ноября 1947 года генерал-лейтенант В. Г. Терентьев был арестован по «Трофейному делу», после чего был отправлен в Лефортовскую тюрьму, где сидел в одной камере с Давидом Гофштейном.
1 ноября 1951 года был осуждён Военной коллегией Верховного суда СССР сроком на 25 лет. Находился в Кенгире (3-е лаготделение Степлага). В 1953 году после смерти И. В. Сталина и ареста Л. П. Берии был освобождён из заключения и реабилитирован. В августе того же года вновь определён в кадры Советской Армии и зачислен в распоряжение Главного управления кадров.
В феврале 1954 года назначен начальником военной кафедры Московского юридического института. В мае того же года приказом министра обороны В. Г. Терентьеву был сохранён стаж выслуги лет в кадрах Советской Армии за период с марта 1947 по август 1953 года.
Генерал-лейтенант Василий Григорьевич Терентьев в январе 1956 года вышел в отставку. Умер 26 января 1957 года в Москве. Похоронен на Новодевичьем кладбище (5-й участок, 1-й ряд, 2 место).

## Награды
- Орден Ленина (21.02.1945)[8];
- Четыре ордена Красного Знамени (1922, 11.05.1943,[9][10][11] 03.11.1944[8], 05.11.1954[8]);
- Орден Богдана Хмельницкого 1 степени (10.04.1945)[12];
- Орден Суворова 2 степени (21.07.1944)[13];
- Орден Кутузова 2 степени (28.09.1943)[14];
- Медали.

Иностранные награды:
- Кавалер рыцарского ордена «Virtuti Militari» (ПНР) (1945);
- Орден «Крест Грюнвальда» II степени ПНР (1945);
- Медаль «За Варшаву 1939—1945» (ПНР (1945);
- Медаль «За Одру, Нису и Балтику» (ПНР (1945);
- Медаль «Победы и Свободы» (ПНР (1945).

Благодарности, объявленные в Приказах Верховного Главнокомандующего.
- За форсирование реки Проня и прорыве обороны противника. 25 июня 1944 года № 117
- За форсирование реки Днепр и за освобождение крупного областного центра Белоруссии города Могилев — оперативно важного узла обороны немцев на минском направлении, а также за овладение городами Шклов и Быхов. 28 июня 1944 года № 122
- За участие в боях по освобождению городом и крепостью Осовец — мощного укрепленного района обороны немцев на реке Бобр, прикрывающего подступы к границам Восточной Пруссии. 14 августа 1944 года № 166
- За освобождение города и крепости Остроленка — важного опорного пункта обороны немцев на реке Нарев. 6 сентября 1944 года № 184
- За освобождение города и крепости Ломжа — важного опорного пункта обороны немцев на реке Нарев. 13 сентября 1944 года № 186
- За овладение городами Восточной Пруссии Вилленберг, Ортельсбург, Морунген, Заальфельд и Фрайштадт — важными узлами коммуникаций и сильными опорными пунктами обороны немцев. 23 января 1945 года. № 246
- За овладение городом Черск — важным узлом коммуникаций и сильным опорным пунктом обороны немцев в северо-западной части Польши. 21 февраля 1945 года. № 283
- За овладение городами Бытув (Бютов) и Косьцежина (Берент) — важными узлами железных и шоссейных дорог и сильными опорными пунктами обороны немцев на путях к Данцигу. 8 марта 1945 года. № 296
- За овладение важными узлами железных и шоссейных дорог — городами Лауенбург и Картузы (Картхауз). 10 марта 1945 года. № 298
- За овладение городом и крепостью Гданьск (Данциг) — важнейшим портом и первоклассной военно-морской базой немцев на Балтийском море. 30 марта 1945 года. № 319.
- За овладение городами Пренцлау, Ангермюнде — важными опорными пунктами обороны немцев в Западной Померании. 27 апреля 1945 года. № 348
- За овладение городами Эггезин, Торгелов, Пазевальк, Штрасбург, Темплин — важными опорными пунктами обороны немцев в Западной Померании. 28 апреля 1945 года. № 350
- За овладение городами Грайфсвальд, Трептов, Нойштрелитц, Фюрстенберг, Гранзее — важными узлами дорог в северо-западной части Померании и в Мекленбурге. 30 апреля 1945 года. № 352
- За овладение городами Штральзунд, Гриммен, Деммин, Мальхин, Варен, Везенберг — важными узлами дорог и сильными опорными пунктами обороны немцев. 1 мая 1945 года. № 354
- За овладение городами Барт, Бад-Доберан, Нойбуков, Варин, Виттенберге и за соединение на линии Висмар — Виттенберге с союзными нам английскими войсками. 3 мая 1945 года. № 360

## Воинские звания
- Генерал-майор (20 декабря 1942 года);
- Генерал-лейтенант (2 ноября 1944 года).